# Alejandro Cabeza
Alejandro Jair Cabeza Jiménez (Esmeraldas, 11 de marzo de 1997) es un futbolista ecuatoriano. Juega de delantero y su equipo actual es Liga Deportiva Universitaria de la Serie A de Ecuador.

## Trayectoria

### Independiente del Valle
Se inicia en las canteras del Independiente del Valle donde consigue ascender al primer equipo, debutando en un partido contra El Nacional el cual se jugó con los juveniles, ya que el primer equipo debía disputar su partido histórico en la final de la Copa Libertadores 2016, el equipo juvenil debido a su poca experiencia perdió con un contundente 4-2. 
En 2018 con la llegada del técnico Ismael Rescalvo toma la titularidad junto a las jóvenes proyecciones del equipo los cuales han demostrado grandes cualidades para jugar al fútbol.
El 25 de septiembre de 2019 anotó el segundo gol del empate ante Corintians de Brasil en el partido de vuelta por la semifinal de la Copa Sudamericana 2019; donde su equipo consiguió clasificar a la final del torneo.

### C. S. Emelec
Fue fichado por el Club Sport Emelec de la Primera División de Ecuador para la temporada 2021 en condición de préstamo con opción de compra. Dejó el club en octubre de 2023 tras presentar varios reclamos a la directiva.

### Sochi
El 24 de octubre de 2023 llegó en condición de agente libre al P. F. C. Sochi de la Liga Premier de Rusia por una temporada.

### Liga Deportiva Universitaria
El 18 de enero de 2025 fue anunciado por Liga Deportiva Universitaria de la Serie A de Ecuador, por una temporada a préstamo.

## Selección nacional

### Categorías inferiores

#### Participaciones en Sudamericanos
| Campeonato                              | Sede     | Resultado    | Partidos | Goles |
| --------------------------------------- | -------- | ------------ | -------- | ----- |
| Preolímpico Sudamericano Sub-23 de 2020 | Colombia | Primera fase | 4        | 0     |

### Selección absoluta
Cabeza recibió la primera convocatoria a la selección ecuatoriana en noviembre de 2019 para los amistosos contra Trinidad y Tobago y Colombia. Hizo su debut en la selección absoluta el 14 de noviembre de 2019 en la victoria por 3-0 contra Trinidad y Tobago.

### Partidos internacionales
Actualizado al último partido jugado el 14 de noviembre de 2019.
| \| N.° \| Fecha \| Ciudad \| Rival \| Resultado \| Resultado \| Competencia \| \| --- \| ----------------------- \| ---------- \| ----------------- \| --------- \| --------- \| ----------- \| \| 1. \| 14 de noviembre de 2019 \| Portoviejo \| Trinidad y Tobago \| 3-0 \| Victoria \| Amistoso \| |                         |            |                   |           |           |             |
| N.° | Fecha                   | Ciudad     | Rival             | Resultado | Resultado | Competencia |
| 1. | 14 de noviembre de 2019 | Portoviejo | Trinidad y Tobago | 3-0       | Victoria  | Amistoso    |

## Estadísticas

### Clubes
Actualizado al último partido jugado el 17 de agosto de 2025.
| Club                                   | Div.          | Temporada     | Liga  | Liga  | Copas nacionales | Copas nacionales | Copas internacionales | Copas internacionales | Total | Total | Total  |
| Club                                   | Div.          | Temporada     | Part. | Goles | Part.            | Goles            | Part.                 | Goles                 | Part. | Goles | Asist. |
| -------------------------------------- | ------------- | ------------- | ----- | ----- | ---------------- | ---------------- | --------------------- | --------------------- | ----- | ----- | ------ |
| Independiente del Valle · Ecuador      | 1.ª           | 2015          | 0     | 0     | —                | —                | —                     | —                     | 0     | 0     | 0      |
| Independiente del Valle · Ecuador      | 1.ª           | 2016          | 9     | 2     | —                | —                | —                     | —                     | 9     | 2     | 1      |
| Independiente del Valle · Ecuador      | 1.ª           | 2017          | 15    | 1     | —                | —                | 1                     | 0                     | 16    | 1     | 1      |
| Independiente del Valle · Ecuador      | 1.ª           | 2018          | 32    | 7     | —                | —                | 0                     | 0                     | 32    | 7     | 5      |
| Independiente del Valle · Ecuador      | 1.ª           | 2019          | 26    | 2     | 2                | 0                | 11                    | 4                     | 39    | 6     | 8      |
| Independiente del Valle · Ecuador      | 1.ª           | 2020          | 4     | 2     | —                | —                | 2                     | 0                     | 6     | 2     | 1      |
| Independiente del Valle · Ecuador      | Total club    | Total club    | 86    | 14    | 2                | 0                | 14                    | 4                     | 102   | 18    | 16     |
| Aucas · Ecuador                        | 1.ª           | 2020          | 22    | 4     | —                | —                | —                     | —                     | 22    | 4     | 3      |
| Aucas · Ecuador                        | Total club    | Total club    | 22    | 4     | 0                | 0                | 0                     | 0                     | 22    | 4     | 3      |
| Emelec · Ecuador                       | 1.ª           | 2021          | 26    | 9     | 1                | 0                | 8                     | 1                     | 35    | 10    | 5      |
| Emelec · Ecuador                       | 1.ª           | 2022          | 27    | 7     | 2                | 0                | 8                     | 3                     | 37    | 10    | 7      |
| Emelec · Ecuador                       | 1.ª           | 2023          | 15    | 3     | —                | —                | 7                     | 2                     | 22    | 5     | 3      |
| Emelec · Ecuador                       | Total club    | Total club    | 68    | 19    | 3                | 0                | 23                    | 6                     | 94    | 25    | 15     |
| P. F. C. Sochi · Rusia                 | 1.ª           | 2023-24       | 1     | 0     | 0                | 0                | —                     | —                     | 1     | 0     | 0      |
| P. F. C. Sochi · Rusia                 | Total club    | Total club    | 1     | 0     | 0                | 0                | 0                     | 0                     | 1     | 0     | 0      |
| 9 de Octubre F. C. · Ecuador           | 2.ª           | 2024          | 10    | 0     | 0                | 0                | —                     | —                     | 10    | 0     | 0      |
| 9 de Octubre F. C. · Ecuador           | Total club    | Total club    | 10    | 0     | 0                | 0                | 0                     | 0                     | 10    | 0     | 0      |
| El Nacional · Ecuador                  | 1.ª           | 2024          | 11    | 1     | 5                | 0                | —                     | —                     | 16    | 1     | 2      |
| El Nacional · Ecuador                  | Total club    | Total club    | 11    | 1     | 5                | 0                | 0                     | 0                     | 16    | 1     | 2      |
| Liga Deportiva Universitaria · Ecuador | 1.ª           | 2025          | 14    | 4     | 1                | 0                | 0                     | 0                     | 15    | 4     | 1      |
| Liga Deportiva Universitaria · Ecuador | Total club    | Total club    | 14    | 4     | 1                | 0                | 0                     | 0                     | 15    | 4     | 1      |
| Total carrera                          | Total carrera | Total carrera | 212   | 42    | 11               | 0                | 37                    | 10                    | 260   | 52    | 37     |
| 1. 2.                                  |               |               |       |       |                  |                  |                       |                       |       |       |        |

## Palmarés

### Campeonatos nacionales
| Título               | Club                         | Año  |
| -------------------- | ---------------------------- | ---- |
| Copa Ecuador         | El Nacional                  | 2024 |
| Supercopa de Ecuador | Liga Deportiva Universitaria | 2025 |

### Campeonatos internacionales
| Título            | Club                    | Año  |
| ----------------- | ----------------------- | ---- |
| Copa Sudamericana | Independiente del Valle | 2019 |

### Distinciones individuales
| Distinción                       | Año  |
| -------------------------------- | ---- |
| 11 ideal de la Copa Sudamericana | 2019 |